# Logia
I logia (greco: «detti» o «oracoli», al singolare logion) sono i detti attribuiti a Gesù.
Più nello specifico, si intende un'ipotetica collezione di detti di Gesù alla quale avrebbe fatto riferimento lo scrittore cristiano del II secolo Papia di Ierapoli. Molti studiosi identificano questa collezione con l'ipotetica fonte Q, postulata per spiegare le caratteristiche comuni al Vangelo secondo Luca e al Vangelo secondo Matteo ma non presenti nel Vangelo secondo Marco da cui derivano (la cosiddetta «doppia tradizione»).
Questo termine è usato anche per il contenuto di due papiri di Ossirinco ritrovati nel 1897 e nel 1904, oggi ritenuti parte dell'originale greco del Vangelo di Tommaso o comunque molto vicini ad esso.